# 辰国

辰国
辰國

朝鮮半島の地図

辰国（しんこく、?-?）は『史記』『漢書』によると、衛氏朝鮮の時代（紀元前2世紀）に朝鮮半島の南部に存在したとされる国である。辰国という名称はすでに『史記』『漢書』にみえるが、その内容についてやや詳細な記録を残しているのは『三国志』魏志東夷列伝である。しかし、『三国志』の記事がきわめて断片的であり、なおかつ矛盾した箇所もあるため、古来から辰国の存在・性格については諸家の見解が一定せず、後述のように、これは写本のミスによって生まれた錯誤でそもそも実在しなかったという説もある（→後述）。記録は少なく、その詳細はほとんどわからない。

## 実在説と非実在説

### 実在
実在説を唱えるものには、『資治通鑑』、今西龍、李丙燾（朝鮮語: 이병도、ソウル大学）、現在の韓国学界などがある。

### 非実在
三品彰英は、『史記』の「真番旁衆国」が本来の文面だったとしている。「真番辰国」と誤写した『漢書』に辰国があったという観念が流布したことから、3世紀の『魏略』や『三国志』の「辰国」説につながった。つまり錯誤から生まれたものであり、辰国という実態は歴史上存在しなかったとした。
以下は、実在説に立っての説明である。

## 概要
『三国志』によると、三韓の辰韓の前身にあたる国であるとみえる。『史記』によると、辰国に該当すると考えられる地域である真番は臨屯とならんで衛氏朝鮮に服属していた。辰国は漢に朝貢していたが、漢の武帝は、辰国（または真番の諸国）の朝貢を衛氏朝鮮が妨害しているとして、紀元前109年に兵を集め遠征した。武帝は紀元前108年に朝鮮を討伐し、衛満の孫の衛右渠を殺すと、その土地を分けて漢四郡（真番郡・臨屯郡・楽浪郡・玄菟郡）を置き、玄菟郡治を沃沮城に置いた。後の辰国（または真番の諸国）の地は三韓とよばれるようになったが、三韓の初出は44年（早くても20年頃）であり、時代が離れており、直接の関係を論証するのは難しい。考古学的には、遼寧省の青銅器が全羅道で発見されており燕の青銅器文化の影響下にあったことが窺える。したがって、辰国は実在したとしても、衛氏朝鮮の衛星国家であるか漢人の文化的影響下に形成された民族といえる。
『史記』『三国志』によると、箕子朝鮮の最後の王である準王は、衛満に王権を簒奪されると、南走して辰国へと逃亡し、「韓王」として自立した。
白鳥庫吉は辰国は辰韓のことであり、辰王は辰韓王であるとした。三上次男は辰王は2世紀から3世紀頃に朝鮮半島南部に成立した一種の部族連合国家の君主であったと解釈している。

## 位置
『魏略』には、「《魏略》曰：初，右渠未破時，朝鮮相曆谿卿以諫右渠不用，東之辰國，時民隨出居者二千餘戶，亦與朝鮮貢蕃不相往來。（→衛満の孫の右渠王が漢武帝の侵略を受ける前に、朝鮮相と歴谿卿は右渠王を諌めたが用いられず、東側にある辰国に亡命したが、その時民のうちで隨う者が2,000余戸もあったという。その後、衛氏朝鮮との関係を絶った。）」と記している。
『三国志』には「辰韓者古之辰国也」とあり、3世紀の辰韓は辰国の後身とされている。これに対し、『三国志』よりも新しい『後漢書』では「韓有三種：一曰馬韓、二曰辰韓、三曰弁辰。馬韓在西，有五十四國，其北與樂浪，南與倭接，辰韓在東，十有二國，其北與濊貊接。弁辰在辰韓之南，亦十有二國，其南亦與倭接。凡七十八國，伯济是其一國焉。大者萬餘户，小者數千家，各在山海間，地合方四千餘里，東西以海為限，皆古之辰國也。」と記しており、三韓の地すべてが昔の辰国であるとしていて『三国志』とは異説となっている。いずれにしろ辰国は辰韓または三韓の前身であるとされている。

## 初出箇所の問題点
衛氏朝鮮の滅亡とほぼ同時代史料といえる『史記』の朝鮮伝の中で「真番旁衆国」として書かれたのが初出である。
この部分は版本によっては「真番旁辰国」になっている。約200年後の『漢書』ではこの部分を「真番辰国」と書いているが、単なる誤写なのか、『漢書』が新しい情報に基づいて訂正したのかが論争となる。
またこれらの諸例から類推して「真番衆国」が原形だったと想像することも論理上は可能である。原形がどうであったかによって解釈も以下のように分かれる。
- 真番旁衆国 - のちの真番郡に該当する地域に隣接して、諸々の小国が存在する一帯があった
- 真番旁辰国 - のちの真番郡に該当する地域に隣接して、「辰国」なるものが存在した
- 真番辰国 - (A)のちの真番郡に該当する地域と「辰国」
- 真番辰国 - (B)のちの真番郡に該当する地域である「辰国」
- 真番衆国 - (A)のちの真番郡に該当する地域と諸々の小国
- 真番衆国 - (B)のちの真番郡に該当する地域である諸々の小国

## 考古学的発掘
辰国の遺跡からは、明刀銭や銅製三角錐鏃が出土しているが、明刀銭は、燕の平明邑、趙の新明邑の鋳造であることは古泉家の常識である。また銅製三角錐鏃は楽浪郡の古墳・土城址からも多数発見されており、鉄莖を遺存する例も珍しくなく、漢人通有の鏃とみられる。辰国には種々の人々が逃げてきており、燕の造った明刀銭が大量に出土するのも、燕全盛時にその支配下にあった人々が逃げてきているからである。あるいは燕人衛満が亡命してくるときに燕の明刀銭を大量にもってきた可能性もある。これらの遺跡の所在地の特徴について梅原末治と藤田亮策は、「禿魯江からは峻嶺狗幌又は狄蹴嶺を越えると清川江の上游に出ることが出来て、それは古来鴨緑江上流地方と平安道海岸地方とを結ぶ主要な交通路に当たっている。今日では文化の光に遠い山間に早くも先秦の貨幣のかくも多数埋蔵されていることは、当然右と連関するものであって、半島の最初の金属文化の流入がこの経路に依ったのを有力に物語るものであらねばならぬ」と述べている。